# Leptaleus rodriguesi
Leptaleus rodriguesi is een keversoort uit de familie snoerhalskevers (Anthicidae). De wetenschappelijke naam van de soort is voor het eerst geldig gepubliceerd in 1804 door Latreille.